# Martino Piazza

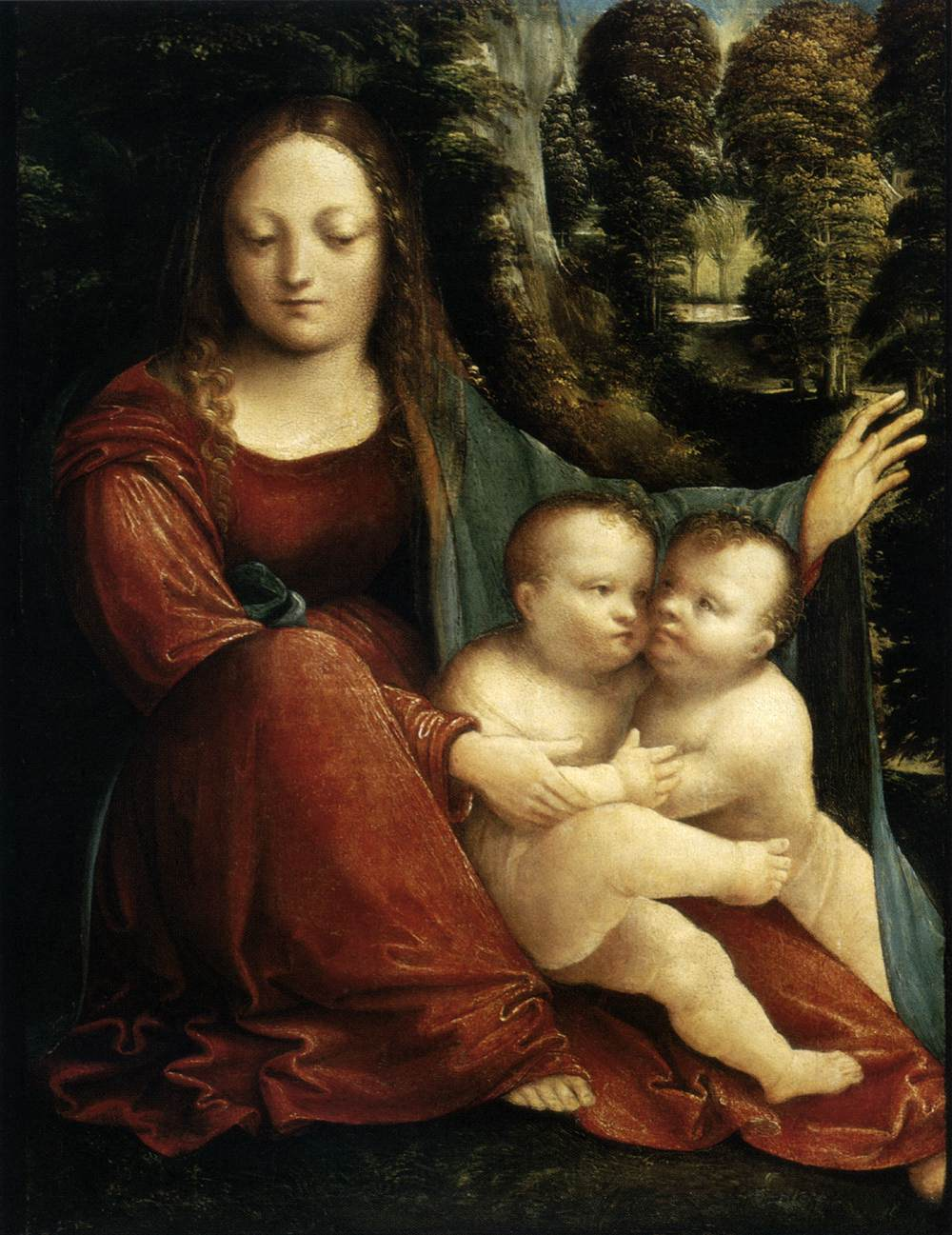
Madonna col Bambino e San Giovannino di Martino Piazza, Museo delle Belle Arti (Budapest)

Martino Piazza (Lodi, 1475-1480 – 1º marzo 1523) è stato un pittore italiano.

## Biografia
Martino Piazza, detto anche Martino de' Toccagni e talvolta indicato come Martino Piazza da Lodi, è stato un pittore italiano, esponente della scuola rinascimentale lombarda.
Non si sa molto della vita di Piazza se non attraverso le sue opere. Ha lavorato a Lodi, in Lombardia, in collaborazione con suo fratello Albertino Piazza, anch'egli pittore. Il San Giovanni Battista nel deserto, esposto alla National Gallery di Londra, siglata con il monogramma «MPP» sormontato da una «T» alata (Martino Piazza Pinxit, Toccagni), mostra nello stile chiari influssi leonardeschi. Anche suo figlio, Callisto Piazza (1500-1562 ca.) fu pittore.

## Opere
- Storie della Vergine, chiesa dell’Immacolata Concezione a Rivolta d’Adda[4], 1506
- Madonna col Bambino tra i santi Elisabetta e Giovannino, Galleria nazionale d’arte antica a Roma, successiva al 1501[5]
- Storie dei santi Antonio abate e Paolo eremita, Museo civico di Lodi, provenienti dal santuario dell’Incoronata di Lodi, 1513
- San Giovanni Battista alla fonte nel deserto, National Gallery di Londra
- Madonna col Bambino e san Giovannino, collezione privata (firmata con le lettere «T» e «P»)
- Madonna col Bambino e san Giovannino, Szépmuvészeti Muzeum di Budapest[6]
- Visione della Vergine, San Diego Museum of Art, San Diego, California, ca. 1518-1520[7]
- Madonna col Bambino e un donatore, Museo civico di Lodi, proveniente da Santa Maria alla Fontana a Lodi
- Adorazione del Bambino, Pinacoteca Ambrosiana
- San Giovanni, Pinacoteca di Brera, Milano
- Madonna ad affresco (perduta), facciata del Monte di Pietà a Lodi[8]
- Fuga in Egitto, olio su tela, Banca Popolare, Milano